# 5×2
5×2 (bra: O Amor em 5 Tempos, ou Amor em Cinco Tempos; prt: 5×2) é um filme francês de 2004, do gênero comédia dramático-romântica, dirigido por François Ozon.
Em 2004, o filme competiu no Festival de Veneza por um Leão de Ouro.[carece de fontes?] No mesmo ano, Valeria Bruni Tedeschi, a atriz principal, recebeu o Premio Pasinetti de Melhor Atriz.[carece de fontes?]

## Sinopse
O filme conta, em ordem cronológica inversa, a história de um jovem casal, Gilles e Marion, nos cinco momentos-chave de suas vidas em conjunto: o divórcio, brigas, nascimento de seu primeiro filho, casamento e o encontro.
Os capítulos são separados por canções românticas italianas de Paolo Conte, Gino Paoli, Luigi Tenco, Bobby Solo, Nico Fidenco e outros. Ozon, diretor do filme, disse que ele escolheu tais canções para compensar a escuridão da algumas das cenas do filme e por serem temas sentimentais.

## Elenco
- Valeria Bruni Tedeschi como Marion
- Stéphane Freiss como  Gilles
- Géraldine Pailhas como  Valérie
- Françoise Fabian como Monique
- Michael Lonsdale como Bernard